# Краєвський Андрій Олександрович
Андрій Олександрович Краєвський (5 лютого 1810, Москва — 8 серпня 1889, Павловськ) — російський видавець, редактор, журналіст.

## Біографія
Побічний син позашлюбної дочки московського обер-поліцмейстера М. П. Архарова, в будинку якого отримав початкове виховання.
Навчався в Московському університеті, по закінченні якого, в 1828 році, служив в Громадянській канцелярії московського генерал-губернатора.
Редагував газети «Литературное прибавление к „Русскому инвалиду“» (1837—1839), «Литературная газета» (1840, 1844—1845), «Санкт-Петербургские ведомости» (1852—1862).
Відомий головним чином як видавець і редактор журналу «Отечественные записки» (1839—1867). В 1840—1842 тут опублікував рецензії Віссаріона Бєлінського на «Кобзар» і поему «Гайдамаки» Тараса Шевченка. Редагував також газету «Голос» (1863—1884).
Автор історичної книги «Цар Борис Федорович Годунов» (1836), публіцистичних статей тощо.
Краєвський, як член комітету Товариства для допомоги нужденним літераторам і вченим, клопотався про викуп з кріпацтва Шевченкових братів і сестри.